# Smoke & Mirrors (Lifehouse)
Smoke & Mirrors è il quinto album in studio del gruppo musicale rock statunitense Lifehouse, pubblicato nel 2010.

## Tracce
1. All In – 3:54 (Jason Wade, Jude Cole)
2. Nerve Damage – 4:27 (Wade, Cole)
3. Had Enough (feat. Chris Daughtry) – 3:45 (Wade, Daughtry, Richard Marx)
4. Halfway Gone – 3:14 (Wade, Cole, Kevin Rudolf, Jacob Kasher)
5. It Is What It Is – 3:20 (Wade, Cole)
6. From Where You Are – 3:01 (Wade)
7. Smoke & Mirrors – 4:25 (Wade, Cole)
8. Falling In – 3:44 (Wade, Cole, Rudolf, Kasher)
9. Wrecking Ball – 4:24 (Wade, Cole, Bryce Soderberg, Ricky Woolstenhulme Jr.)
10. Here Tomorrow Gone Today – 3:09 (Wade, Cole)
11. By Your Side – 4:08 (Wade, Cole)
12. In Your Skin – 3:24 (Wade, Cole)

Tracce aggiuntive ediz. deluxe
1. All That I'm Asking For – 3:55 (Wade, Cole)
2. Crash and Burn – 4:15 (Wade)
3. Everything (live in-studio version) – 6:26 (Wade)
4. Near Life Experience – 4:11 (Wade)
5. Don't Wake Me When It's Over (iTunes exclusive) – 3:26
6. Best of Me (What's Left of Me) (Amazon exclusive) – 3:05
7. Halfway Gone (Demolition Crew remix) – 3:35

## Formazione
Gruppo
- Jason Wade - voce, chitarra
- Bryce Soderberg - basso, cori, voce (9)
- Rick Woolstenhulme Jr. - batteria

Collaboratori principali
- Chris Daughtry - chitarra, cori

## Classifiche
| Classifica                  | Posizione raggiunta |
| --------------------------- | ------------------- |
| Billboard 200 (Stati Uniti) | 6                   |